# Кафедральный собор Асторги
Собор Святой Девы Марии — католический храм в городе Асторга, Кастилия и Леон, кафедра епископа Асторги, одной из старейших епархий Испании. С 1931 года — национальный памятник Испании.
Первая церковь на этом месте восходит ещё к первому тысячелетию. Каменный романский храм, пришедший на её замену, был освящён в 1069 году.
Современный готический собор, построенный, по некоторым данным, Хуаном и Симоном де Колония, заложен 16 августа 1471 года.
Южный портал собора и две часовни по сторонам пристроены по проекту Родриго Хиля де Онтаньона в XVI веке.
Знаменитый главный фасад собора в стиле барокко создавался с конца XVII века до 1710 года Франсиско де ла Ластра Альвеаром и его сыном Мануэлем, с участием Пабло Антонио Руиса.
Храм серьёзно пострадал во время Лиссабонского землетрясения 1755 года, а впоследствии от войск Наполеона Бонапарта во время войны за независимость Испании.
Прямоугольный в плане, собор в Асторге по своей архитектуре близок к немецкой готике. Это классическая трёхнефная базилика с тройной апсидой, без трансепта.
Главный фасад собора с тремя вратами, подобный каменному алтарю, признан одним из мировых шедевров архитектуры барокко. Он воздвигнут между двумя квадратными колокольнями и соединён с ними контрфорсами и небольшими галереями с башенками.
Углублённые в нишу под полукупольным сводом центральные врата обрамлены резными колоннами сложного профиля. Над вратами — рельеф, изображающий Снятие с креста, по бокам — ещё четыре евангельские сцены. Выше центральных врат расположен тимпан с изображением святого Иакова, благословляющего паломников, следующих по его пути. Ещё выше — роза с витражом, изображающим воскресшего Христа, и богато украшенная балюстрада, увенчанная крестом с изображением пеликана, также символизирующего Спасителя.
Увенчанные шпилями колокольни собора, воздвигнутые вместе с главным фасадом в конце XVII века, практически одинаковы, однако различаются цветами — южная башня построена из камня розового цвета, а северная — с зеленоватым оттенком.